# Oddny Aleksandersen

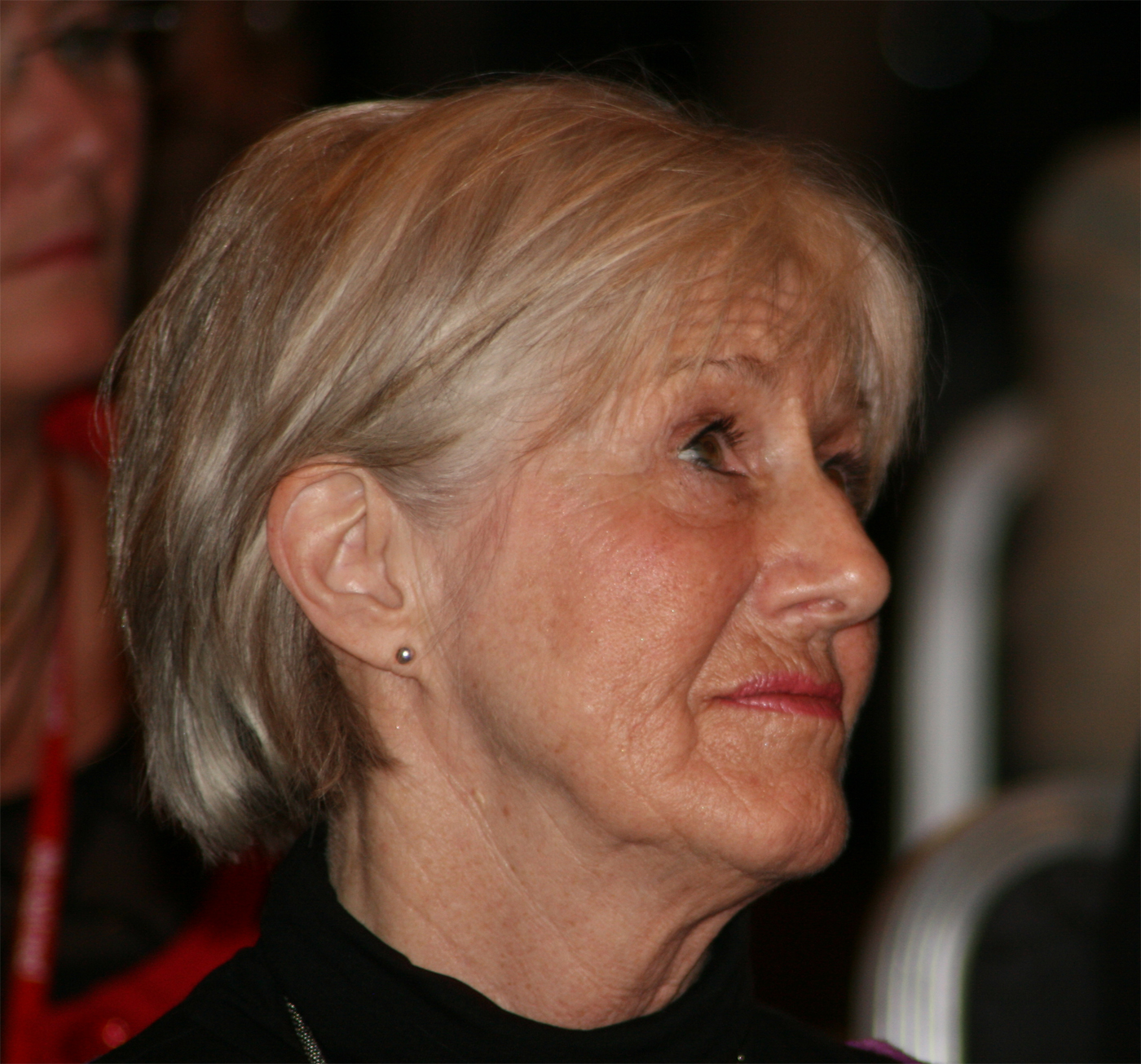
Oddny Aleksandersen, 2009

Oddny Aleksandersen (* 5. Februar 1942 in Vadsø) ist eine norwegische Politikerin der Arbeiderpartiet (Ap). Von September 1992 bis Oktober 1993 war sie die Verwaltungsministerin ihres Landes.

## Leben
Aleksandersen studierte Lehramt in Nesna und anschließend Geschichte und Norwegisch als Grundfach in Trondheim. Von 1968 bis 1972 war sie als Lehrerin in der nordnorwegischen Kommune Sør-Varanger tätig. Danach arbeitete sie bis 1979 als Programmsekretärin bei der norwegischen Rundfunkgesellschaft Norsk rikskringkasting (NRK) in Vadsø. In der Zeit von 1980 bis 1982 war sie in der Presseabteilung der Fylkeskommune des Fylkes Finnmark beschäftigt. Zwischen März und Oktober 1981 arbeitete sie unter Minister Bjørn Skau als persönliche Sekretärin im Justiz- und Polizeiministerium. In den Jahren von 1982 bis 1984 war sie in Vadsø erneut als Lehrerin tätig.
Aleksandersen saß in der Zeit von 1979 bis 1983 im Kommunalparlament von Vadsø. Im Anschluss war sie bis 1987 Abgeordnete im Fylkesting der Finnmark. In der Zeit von 1986 bis 1987 war sie dabei Fylkesordførerin. Zur Wiederwahl im Jahr 1987 trat sie nicht an. Im Jahr 1990 begann sie an der Universität Tromsø zu arbeiten.
Am 4. September 1992 wurde Aleksandersen zur Verwaltungsministerin in der Regierung Brundtland III ernannt. Sie wurde bei ihrem Amtsantritt zu den EU-kritischen Ap-Mitgliedern gezählt. Den Posten als Ministerin hatte sie bis zum 7. Oktober 1993 inne. Aleksandersen trat mit der Begründung, wieder ein normaleres Leben ohne Pendeln zwischen Tromsø und Oslo führen zu wollen, zurück. Anschließend war sie bis 2007 erneut in verschiedenen Positionen als Beraterin und Koordinatorin an der Universität Tromsø tätig.